# 闘牛技
《ラ・タウロマキア》いわゆる《闘牛技》（とうぎゅうわざ、西: La Tauromaquia, 英: Bullfighting）は、フランシスコ・デ・ゴヤが1816年に出版した銅版画集である。エッチング。闘牛を主題とする33点の連作版画で構成されている。ゴヤの4大版画集の1つである。他の3つは《ロス・カプリーチョス》（Los Caprichos）、《戦争の惨禍》（Los desastres de la guerra）、《妄》（Los disparates）。これらのうち《闘牛技》は《ロス・カプリーチョス》と同様にゴヤの生前に出版されたが、商業的には成功しなかった。オリジナルには含まれなかった7点の版画の存在が知られている。準備素描の多くはマドリードのプラド美術館に所蔵されている。

## 制作背景
ゴヤが《闘牛技》を制作したのは《戦争の惨禍》を制作していた1815年から1816年にかけてのことである。ゴヤが《闘牛技》を制作した背景にはいくつかの理由があったと考えられている。そのうちの1つはゴヤが闘牛の愛好者であったことである。それは当時の資料やゴヤが闘牛を主題とする作品を多く制作したことから知られている。たとえば1790年から1795年頃の自画像では闘牛士の服を着た自身を描いている。1793年には王立サン・フェルナンド美術アカデミーのためにブリキの板に闘牛に関する8点の連作絵画を描いた
。また最晩年の1825年には4点のリトグラフからなる連作《ボルドーの雄牛》（Les Taureaux de Bordeaux）を制作した。
より現実的な理由も挙げられている。当時のゴヤは宮廷での仕事がほとんどなく、経済的に不安定な状況に陥っており、闘牛は宗教画をのぞけば唯一需要が期待できる主題であった。実際にスペイン国内において闘牛版画の市場が比較的強かったことは事実であり、ゴヤ以前ではアントニオ・カルニセーロの版画集が国内で好評を博しただけでなく、国内外の芸術家に影響を与えていた。したがってゴヤが闘牛の主題に特化した作品の売れ行きの良さを信頼して《闘牛技》を制作したと考えられる。ゴヤが《闘牛技》を出版しようとした国王フェルナンド7世の絶対君主制下では、印刷物の検閲と異端審問所が再開され、マドリードの版画市場は活動をほとんど休止していた。こうした状況にあって、闘牛はフェルナンド7世の帰還によって復活し、活気を取り戻していたし、少なくとも表面的には政治的・社会的に繊細な問題をはらんでいない主題であるため、ゴヤも検閲を気にすることなく出版することができた。
もっとも、フェルナンド7世の絶対君主制下で年老いたゴヤが目を向けた一種の気晴らしであり、想像力をはばたかせることのできる息抜き、あるいは心の慰めだったという見方もある。

## 作品

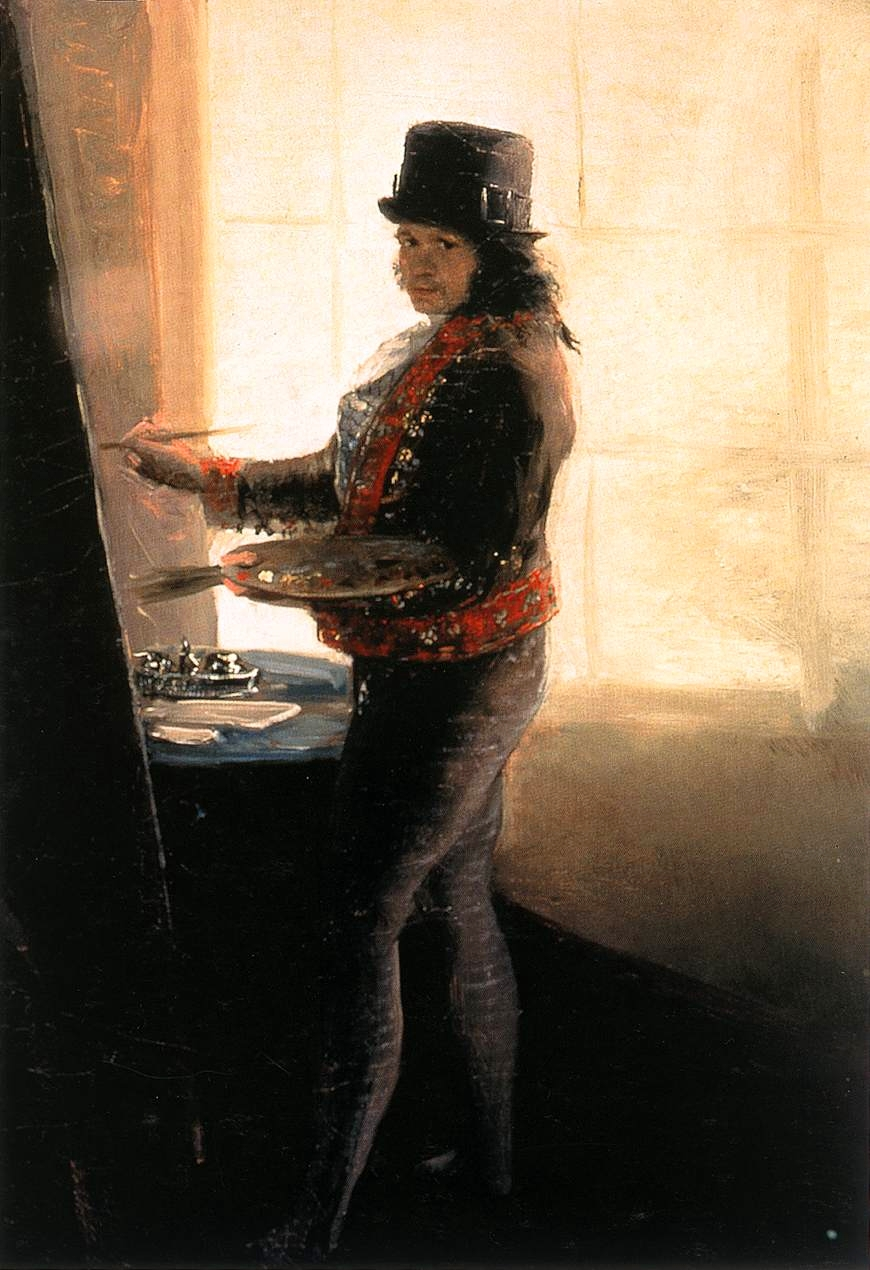
ゴヤの『アトリエでの自画像』。ゴヤは闘牛士の衣装を着た姿でイーゼルの前に立っている。1790年から1795年の間。王立サン・フェルナンド美術アカデミー所蔵。

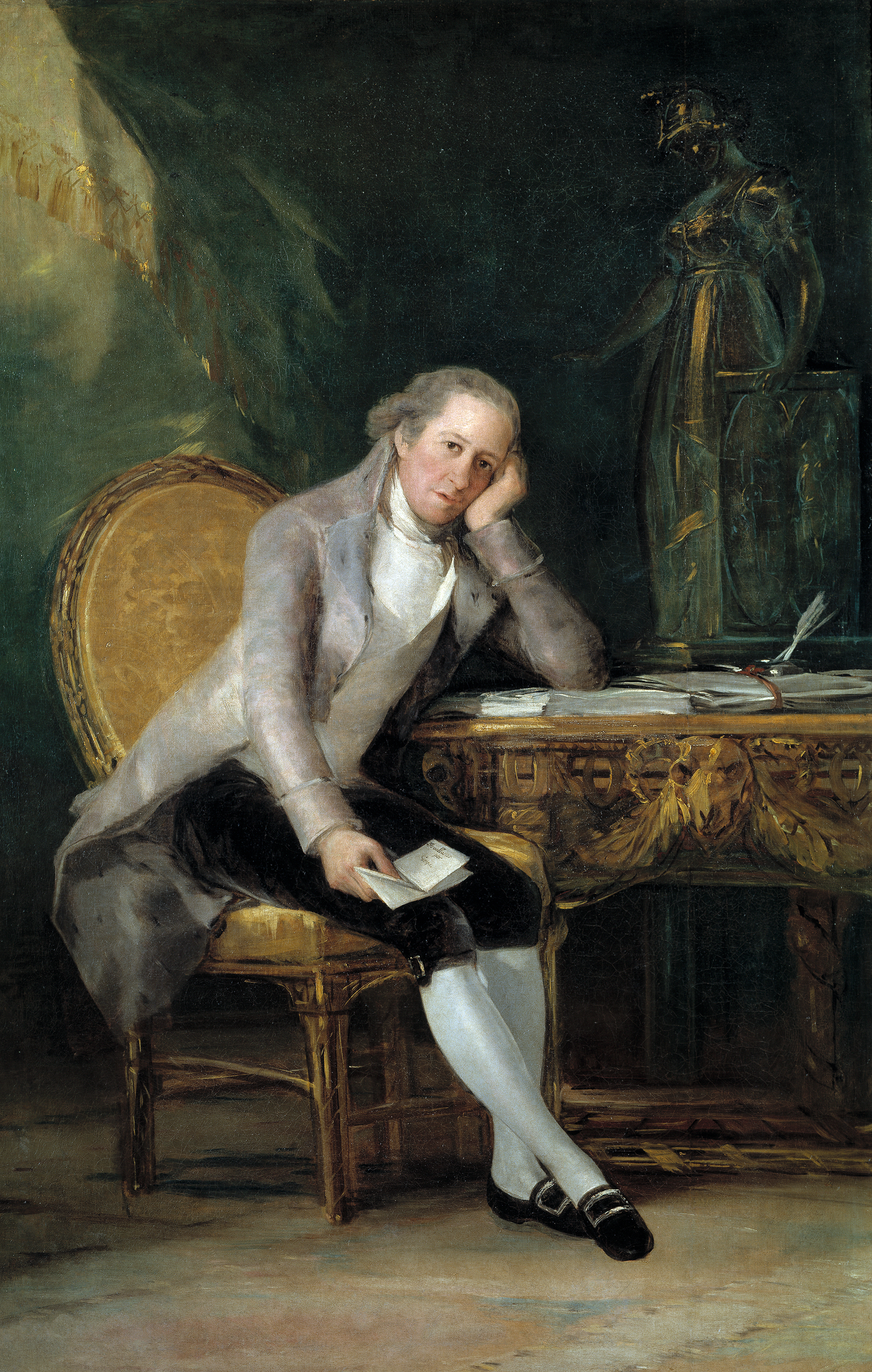
ゴヤの『ガスパール・メルチョール・デ・ホベリャーノスの肖像』。1798年。プラド美術館所蔵。

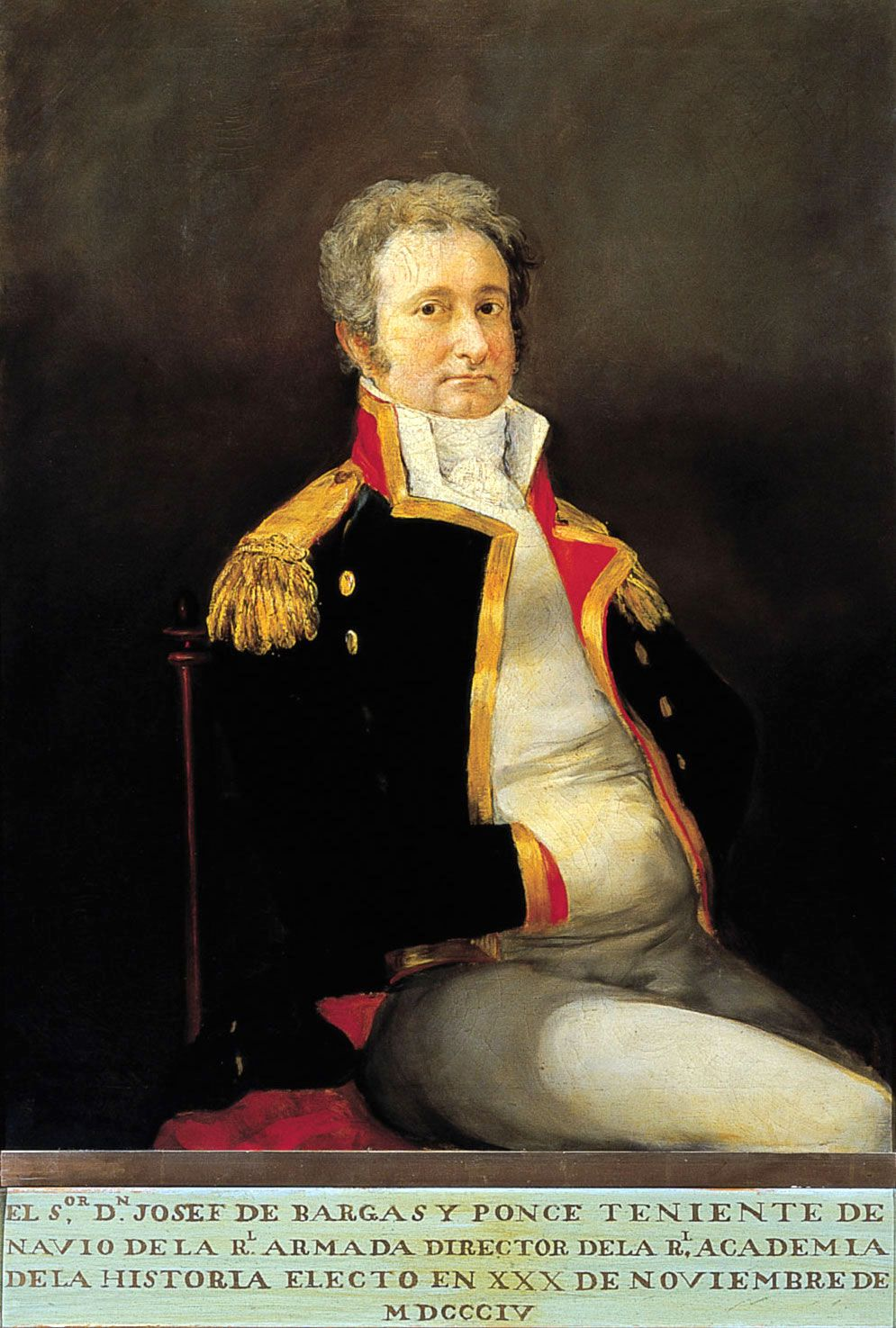
ゴヤの『ホセ・デ・バルガス・ポンセの肖像』。当時のスペインにおいて一流の知識人であったホベリャーノスもバルガス・ポンセも闘牛を問題視していた。1805年。王立歴史アカデミー所蔵。

ゴヤは闘牛場で起きた暴力的な見世物や事件、闘牛士の大胆な動きに焦点を当てている。版画集は主に年代順に並べられた3つのセクションで構成されている。第1のセクションで描かれているのは闘牛の歴史である。すなわち古代における闘牛の起源から始まり、イスラーム支配下での定着を経て、中世とルネサンス期における騎士道的祭典へと移っていく。第2のセクションではゴヤの同時代とそれに近い過去の闘牛士の技の数々が描かれている。その大きな特徴は、闘牛士たちがやってのけた狂気じみた無謀な挑戦という点で共通しており、それはフアニート・アビニャーニ（Juanito Apinani）、マルティンチョ、ペドロ・ロメーロ、ペペ＝イーリョの通称で知られるホセ・デルガード・グエラ（José Delgado Guerra）といった花形闘牛士を描いた作品の題名にも表れている。第3の最後のセクションは牡牛との戦いで命を落とした闘牛士たちが描かれ、最後に1801年のペペ＝イーリョの死を描いた第33番「マドリード闘牛場におけるペペ・イーリョの悲劇的な最期」（La desgraciada muerte de Pepe Illo en la plaza de Madrid）で終わる。このペペ＝イーリョの死が与えた影響は闘牛が禁止されたほど甚大であったという。
ゴヤは年代順ではなく同時代の出来事に取材した作品から制作を開始し、次に歴史上の出来事を描いた作品の制作へと移った。ゴヤが制作した版画は版画集に採用された33点のほかに、最初に制作されたものの採用されなかった7点の版画がある。これ以外に原版が残されておらず、試し刷りによってのみその存在が知られている作品が5点ある。これらを含めると制作された作品は計45点である。ゴヤはこれらの作品を主にエッチングとアクアチントの技法を使用して制作した。
着想源としては主に3つの文学作品が指摘されている。そのうちの1つはゴヤの友人レアンドロ・フェルナンデス・デ・モラティンの父で、詩人・劇作家であったニコラス・フェルナンデス・デ・モラティンの著書『スペインにおける闘牛の起源と発展に関する歴史的解説』（Carta histórica sobre el origen y progresos de las fiestas de toros en España, 1776年）である。これはイベリア半島の最初の入植者までさかのぼって闘牛の歴史を概観している。2つ目はホセ・デ・ラ・ティヘーラ（José de la Tijera）が闘牛の主要な技について詳述した『闘牛技、あるいは馬上および地上の闘牛術』（1776年）である。この著書はおそらくペペ＝イーリョの口述をもとにしており、その第2版では闘牛士の様々なカポーテさばきの挿絵が追加されている。最後にホセ・バルガス・ポンセ（José Vargas Ponce）による闘牛の歴史を学術的に研究した『闘牛をめぐる論考』（Disertación sobre las corridas de toros, 1807年）である。これらはいずれもゴヤの版画制作に先立ち、闘牛について総括しており、主題と題名の選択はこれらの出版物に触発されたと考えられている。

## 来歴
《闘牛技》は1816年末に320部限定で何事もなく出版された。しかし商業的には失敗に終わり、初版の大部分はゴヤの手元に残されることとなった。失敗の原因は版画の内容が暴力的であり、祭典としての闘牛の魅力がまるで表現されていなかったからとされている。ゴヤの死後、1836年に画家の息子ハビエル（Francisco Javier Goya y Bayeu）はそのうちの何部かを売りに出した。1854年にはゴヤ家が所有していた残りの在庫は孫のマリアーノ（Mariano de Goya y Goicoechea）によって売却された。この売却はゴヤの版画作品が高く評価されていたフランスで行われた。

## 解釈
一部の研究者たちの見解は《闘牛技》が単純に闘牛の歴史と現在について描いた作品ではないという点で一致している。ゴヤが若い頃から闘牛の愛好家であったことは確かであるが、この版画集はゴヤが闘牛に対してどのような感情を抱いていたかについて様々な疑念を生じさせる。各版画にはっきりと表れている暴力と悲劇およびそれらに対する批判的性格はゴヤが以前に制作した版画集、とりわけ《戦争の惨禍》のドラマ性と類似している。この点で見逃すことができないのは、ガスパール・メルチョール・デ・ホベリャーノスやホセ・デ・バルガス・ポンセ（José de Vargas Ponce）といった、スペインの啓蒙主義の知識人たちが闘牛に対して批判的であったことである。また版画集の構想には、ゴヤの友人で、有名な反闘牛活動家でもあったフアン・アグスティン・セアン・ベルムデスが関わった可能性も指摘されており、ゴヤは彼に大英博物館に所蔵されている「セアン・アルバム」（Ceán Album) と呼ばれる一連の試し刷りを渡している。であるならば、ゴヤが《闘牛技》を制作した背景には様々な理由があったにせよ、そこには闘牛の正当性をめぐる議論が重要な要素としてあったと見なすべきであろう。おそらくゴヤの制作意図は、人間に備わっている暴力性を別の形で表現することであり、人間を死へと追いやる非理性的な対決を描出することにあった。これは同時代の闘牛を描いた版画との比較から読み取ることができる。ゴヤ以外の版画では闘牛のクライマックスである牡牛の死が描かれたのに対し、ゴヤは闘牛によって生じた不必要かつ不条理な人間の死の場面を多く選択している。まるで人間に対する敬意ゆえに当時の闘牛で多く見られたそうした側面を批判するかのようである。実際にゴヤの描写の中心となっているのは人間と牡牛の間で繰り広げられる戦いの残忍さであり、その描写に熱狂する観客が入り込む余地は多くない。しかしそうした残忍さは時に周囲の観客をも巻き込む。連作中の印象的な作品の1つ、第21番「マドリードの闘牛場の無蓋席で起こった悲劇とトレホーン市長の死」（Desgracias acaecidas en el tendido de la plaza de Madrid, y muerte del alcalde de Torrejón）はまさにそれであり、象徴的な第33番「マドリード闘牛場におけるペペ・イーリョの悲劇的な最期」で英雄（すなわち人間）の死を描いて連作を閉じている。こうした版画作品を単なる娯楽や歴史的叙述と見なすことは難しく、むしろゴヤがフランスに亡命する前に残した最後の自己表明と見なすべきであろう。《闘牛技》と他の版画集《ロス・カプリーチョス》、《戦争の惨禍》、《妄》の制作はほぼ同時期であり、これらの作品には共通点がある。《闘牛技》のモーロ人は《戦争の惨禍》のフランス軍のエジプト人傭兵マムルークを、死んだ闘牛士は戦争における戦死者を想起させる。また闘牛を見つめる無名の観客は《妄》の無名の大衆を先取りしているように思われる。

## リスト
各作品
| 番号 | 題名                                                                                             | 完成作 | 準備素描 |
| ---- | ------------------------------------------------------------------------------------------------ | ------ | -------- |
| 1番  | 「昔のスペイン人が馬に乗って原野で牡牛を狩りする方法」                                           |        |          |
| 2番  | 「馬に乗らずに牡牛を狩るもう一つの方法」                                                         |        |          |
| 3番  | 「ペインに住みついたモーロ人は、コーランの迷信を棄てて、この狩りと技を採用し、原野で牡牛を突く」 |        |          |
| 4番  | 「囲いに入れられた別の牡牛をカペーオ（布で牡牛をあしらうこと）するモーロ人」                     |        |          |
| 5番  | 「勇壮なモーロ人ガスールは、規則に従って牡牛を槍で突いた最初の男である」                         |        |          |
| 6番  | 「広場でアラビアン・マントを使って別のカペーオをするモーロ人」                                   |        |          |
| 7番  | 「銛槍もしくはバンデリーリャの起源」                                                             |        |          |
| 8番  | 「闘牛場で牡牛の角にかけられたモーロ人」                                                         |        |          |
| 9番  | 「スペインの騎士が馬をやられた後で牡牛を殺す」                                                   |        |          |
| 10番 | 「カルロス5世、バリャドリード闘牛場で、槍で牡牛を突く」                                          |        |          |
| 11番 | 「英雄エル・シッド、別の牡牛を槍で突く」                                                         |        |          |
| 12番 | 「槍や半月槍、バンデリーリャ、その他の武器で牡牛の膝を切ろうとする群衆」                         |        |          |
| 13番 | 「スペインの騎士、闘牛場で助手の手を借りずに短槍で牡牛を突く」                                   |        |          |
| 14番 | 「一流の技を持つファルセスの学生、カーバを身にまとって牡牛をあしらう」                           |        |          |
| 15番 | 「有名なマルティンチョ、体をかわしながらバンデリーリャを刺す」                                   |        |          |
| 16番 | 「同じくマルティンチョ、マドリード闘牛場で牡牛を引き倒す」                                       |        |          |
| 17番 | 「角先をボールでくるんだ牡牛を、驢馬を盾に攻めるモーロ人たち」                                   |        |          |
| 18番 | 「サラゴーサの闘牛場でのマルティンチョの無謀な技」                                               |        |          |
| 19番 | 「同じ闘牛場でマルティンチョが見せたもう一つの狂気」                                             |        |          |
| 20番 | 「マドリード闘牛場でフアニート・アビニャーニが見せた敏捷さと大胆さ」                             |        |          |
| 21番 | 「マドリードの闘牛場の無蓋席で起こった悲劇とトレホーン市長の死」                                 |        |          |
| 22番 | 「有名なパフエレーラが、サラゴーサ闘牛場で見せた男まさりの勇気」                                 |        |          |
| 23番 | 「エル・インディオと呼ばれたマリアーノ・セバーリョス、馬上から牡牛を殺す」                       |        |          |
| 24番 | 「同じくセバーリョス、マドリード闘牛場で牡牛にまたがり、短槍で別の牡牛をかわし打つ」             |        |          |
| 25番 | 「犬を牡牛にけしかける」                                                                         |        |          |
| 26番 | 「落馬して牡牛の下敷きになったピカドール」                                                       |        |          |
| 27番 | 「有名なピカドール、フェルナンド・デル・トーロは突き棒で猛牛にけしかける」                       |        |          |
| 28番 | 「勇敢なレンドーンは、マドリード闘牛場で牡牛を長槍で突きながら、その技の最中に死んだ」           |        |          |
| 29番 | 「かわし身を見せるペペ・イーリョ」                                                               |        |          |
| 30番 | 「ペドロ・ロメーロ、静止した牡牛を殺す」                                                         |        |          |
| 31番 | 「炎のバンデリーリャ」                                                                           |        |          |
| 32番 | 「一頭の牡牛につぎつぎと倒される二組のピカドール」                                               |        |          |
| 33番 | 「マドリード闘牛場におけるペペ・イーリョの悲劇的な最期」                                         |        |          |

未発表版画
| 番号 | 題名                                               | 完成作 | 準備素描 |
| ---- | -------------------------------------------------- | ------ | -------- |
| A    | 「助手に助けられて短槍で牡牛を突くスペインの騎士」 |        |          |
| B    | 「牡牛に突き倒された馬」                           |        |          |
| C    | 「牡牛に向けて放たれた犬たち」                     |        |          |
| D    | 「助手に肩車され、長槍で牡牛を突く闘牛士」         |        |          |
| E    | 「ペペ・イーリョの死（第2構図）」                  |        |          |
| F    | 「ペペ・イーリョの死（第3構図）」                  |        |          |
| G    | 「二匹の騾馬に引かせた馬車に乗っての戦い」         |        |          |